# Osmia melanura
Osmia melanura là một loài Hymenoptera trong họ Megachilidae. Loài này được Morawitz mô tả khoa học năm 1872.